# Spermophorides reventoni
Spermophorides reventoni là một loài nhện trong họ Pholcidae. Loài này có ở quần đảo Canaria.